# آندریا برونیرا
آندریا برونیرا (انگلیسی: Andrea Bruniera؛ زادهٔ ۱۰ فوریهٔ ۱۹۶۴) بازیکن فوتبال اهل ایتالیا است.
از باشگاه‌هایی که در آن بازی کرده‌است می‌توان به باشگاه فوتبال تراپانی، باشگاه فوتبال آنکونا، باشگاه فوتبال اودینزه، باشگاه فوتبال آتالانتا، و باشگاه فوتبال اسپال اشاره کرد.